# DTH van der Merwe
DTH van der Merwe, właśc. Daniel Tailliferre Hauman van der Merwe (ur. 28 kwietnia 1986 w Worcester) – południowoafrykańsko-kanadyjski rugbysta grający na pozycji skrzydłowego, triumfator Pro12, reprezentant kraju zarówno w wersji piętnasto-, jak i siedmioosobowej, uczestnik pięciu Pucharów Świata w obu tych odmianach.

## Kariera klubowa
Urodzony i wychowany w Południowej Afryce van der Merwe w rugby rozpoczął w wieku pięciu lat, reprezentował następnie region Boland w zespole U-16. Po przeprowadzce w 2003 roku do Reginy w Kanadzie był powoływany do drużyn U-18 i U-21 prowincji Saskatchewan, grał także w futbol kanadyjski. Dwa lata później przeprowadził się do Victorii, gdzie dołączył do klubu James Bay AA, z którym trzykrotnie zwyciężał w prowincjonalnych rozgrywkach British Columbia Rugby Union, indywidualnie zaś w 2006 roku otrzymał nagrodę dla najlepszego gracza w prowincji. Na poziomie krajowej ligi Rugby Canada Super League związany był z zespołem Saskatchewan Prairie Fire, z którym dotarł do finału rozgrywek w 2006.
Po Pucharze Świata 2007 otrzymał krótkoterminowy kontrakt z Saracens. Występował w drużynie rezerw, a w pierwszym zespole zaliczył tylko jeden występ, bowiem na osiemnaście miesięcy wyeliminowała go z gry poważna kontuzja kostki. Po rehabilitacji zainteresowania zawodnikiem nie podtrzymał angielski zespół, toteż van der Merwe wznowił karierę w Kanadzie. W 2009 roku podpisał dwuletni kontrakt z Glasgow Warriors i był on następnie dwukrotnie przedłużany na takie same okresy. Został rekordzistą Warriors pod względem zdobytych przyłożeń, mimo iż opuścił część dwóch sezonów z powodu kontuzji, a swoją karierę w tym klubie zakończył zdobyciem przyłożenia w zwycięskim finale Pro12. W lutym 2015 roku ogłosił, iż od nowego sezonu będzie reprezentował barwy Scarlets. Kontynuował w nim świetną formę z Pucharu Świata 2015, bowiem w dwóch pierwszych meczach zdobył trzy przyłożenia.

## Kariera reprezentacyjna
W kadrze rugby piętnastoosobowego zadebiutował w czerwcu 2006 roku meczem z Barbadosem w ramach eliminacji do Pucharu Świata 2007. We francuskim turnieju wystąpił we wszystkich czterech spotkaniach zaliczając jedno przyłożenie w meczu z Japonią. Znalazł się również w trzydziestce na Puchar Świata 2011 i tak jak cztery lata wcześniej wystąpił we wszystkich czterech spotkaniach jedyne przyłożenie zdobywając przeciwko Japończykom. Był w składzie także w roku 2015, a choć występ Kanadyjczyków był nieudany, indywidualnie van der Merwe zdobył w każdym z czterech spotkań po przyłożeniu, wysoko plasował się także w innych ofensywnych statystykach.
Z kadrą rugby siedmioosobowego występował w turniejach z cyklu IRB Sevens World Series, a także w Pucharze Świata 2009, z walki o miejsce cztery lata później wyeliminowała go jednak kontuzja.
Z zespołem Canada West wziął udział we dwóch zwycięskich edycjach North America 4 (2006, 2007).